# Brachyglanis
Brachyglanis is een geslacht van straalvinnige vissen uit de familie van de antennemeervallen (Heptapteridae).

## Soorten
- Brachyglanis frenatus Eigenmann, 1912
- Brachyglanis magoi Fernández-Yépez, 1967
- Brachyglanis melas Eigenmann, 1912
- Brachyglanis microphthalmus Bizerril, 1991
- Brachyglanis nocturnus Myers, 1928
- Brachyglanis phalacra Eigenmann, 1912